# EC Series (ESP)
EC Series fra ESP er en serie af guitarmodeller. Designmæssigt minder de om Gibson og Epiphones Les Paul-model, men dog med en anden headstock (hoved) og EMG Active pickuppers som sikre en meget mere aggressiv lyd i forhold til Gibsons Les Paul model. deres vægt varierer mellem hinanden, men ingen af de nye modeller er tungere end Gibsons